# Rodi Kratsa-Tsangaropulu
Rodi Kratsa-Tsangaropulu, gr. Ρόδη Κράτσα-Τσαγκαροπούλου (ur. 15 kwietnia 1953 w m. Zakintos) – grecka polityk, posłanka do Parlamentu Europejskiego V, VI i VII kadencji.

## Życiorys
Ukończyła socjologię na Uniwersytecie w Genewie, następnie na tej samej uczelni podyplomowe studia europejskie. Pracowała w greckim Ministerstwie Koordynacji. Należy do centroprawicowej Nowej Demokracji. W 1987 weszła w skład partyjnego sekretariatu ds. stosunków międzynarodowych, a w 1993 ds. kobiet. W 1998 uzyskała mandat radnej Aten.
Powołana w skład zarządu Fundacji na rzecz Demokracji im. Konstandinosa Karamanlisa. Od lat 80. zaangażowana w organizacje europejskie, była wśród założycieli Europejskiego Centrum Komunikacji i Informacji w Atenach, w 1998 objęła stanowisko wiceprzewodniczącej sekcji greckiej Ruchu Europejskiego. Rok później stanęła na czele Międzynarodowej Organizacji na rzecz Wspierania Kobiet w Europie.
W 1999 została wybrana do Parlamentu Europejskiego z listy ND. W wyborach europejskich w 2004 i 2009 skutecznie ubiegała się o reelekcję. Od 2007 do 2012 pełniła funkcję wiceprzewodniczącej Europarlamentu VI i VII kadencji. W PE zasiadała do 2014. W 2019 wygrała wybory na gubernatora regionu Wyspy Jońskie; pełniła tę funkcję do 2023.

## Odznaczenia
Oznaczona francuską Legią Honorową IV klasy.